# Garazan-e Pain
Garazan-e Pain (em persa: گرازان پايين, também romanizada como Garāzān-e Pā’īn) é uma aldeia do distrito rural de Maspi, no condado de Abdanan, da província de Ilam, Irã.
No censo de 2006, sua população era de 227 habitantes, em 42 famílias.